# Жаманакова, Мария Сериковна
Мария Сериковна Жаманакова (род. 21 августа 1989) — российская футболистка, вратарь клуба «Рязань-ВДВ».

## Биография
Родилась 21 августа 1989 года.

## Клубная карьера
В начале карьеры выступала за клуб «Аврора» (Санкт-Петербург). В 2010 году играла в первой лиге за московское «Чертаново».
С 2011 года играла за клуб «Зоркий» (Красногорск). В сезоне 2011/12 сыграла 4 матча в чемпионате. Команда стала вице-чемпионом и финалистом Кубка России. В сезоне 2012/13 сыграла 7 матчей в чемпионате. Команда стала чемпионом. В сезоне 2013 сыграла 7 матчей в чемпионате. Команда стала бронзовым призёром. В сезоне 2014 сыграла 1 матч в чемпионате. Команда стала вице-чемпионом. В сезоне 2015 сыграла 3 матча в чемпионате. Команда стала бронзовым призёром. В 2015 году футбольный клуб «Зоркий» был расформирован «в связи с отсутствием необходимых финансовых средств».
Стала игроком клуба «Рязань-ВДВ». В сезоне 2016 сыграла 1 матч в чемпионате. Команда стала бронзовым призёром. В сезоне 2017 сыграла 2 матча в чемпионате. Команда стала вице-чемпионом. В сезоне 2018 сыграла 5 матчей в чемпионате, в некоторых из них выходила как полевой игрок. Команда стала чемпионом и финалистом Кубка. В сезоне 2019 сыграла 5 матчей в чемпионате. 1 июля 2021 года отдана в аренду в футбольный клуб «Минск», где за полсезона сыграла 8 матчей и стала вице-чемпионкой Белоруссии.

## В сборной
В составе студенческой сборной России сыграла 3 матча на Универсиаде 2013 года, где сборная заняла девятое место.
За национальную сборную России дебютировала 14 февраля 2014 года в товарищеском матче против команды США (0:8). Спустя месяц приняла участие в трёх матчах Кубка Алгарве и после этого за сборную не выступала.

## Статистика

### Клубная
| Выступление      | Выступление      | Выступление      | Чемпионат | Чемпионат | Кубки | Кубки | Еврокубки | Еврокубки | Прочие | Прочие | Итого | Итого |
| Клуб             | Лига             | Сезон            | Игры      | Голы      | Игры  | Голы  | Игры      | Голы      | Игры   | Голы   | Игры  | Голы  |
| ---------------- | ---------------- | ---------------- | --------- | --------- | ----- | ----- | --------- | --------- | ------ | ------ | ----- | ----- |
| Зоркий           | Высший дивизион  | 2011/12          | 4         | -8        | ?     | ?     | 0         | 0         | 0      | 0      | ?     | ?     |
| Зоркий           | Высший дивизион  | 2012/13          | 7         | -3        | —     | —     | 3         | -11       | 0      | 0      | ?     | ?     |
| Зоркий           | Высший дивизион  | 2013             | 7         | -6        | ?     | ?     | 2         | -3        | 0      | 0      | ?     | ?     |
| Зоркий           | Высший дивизион  | 2014             | 1         | -2        | ?     | ?     | 0         | 0         | 0      | 0      | ?     | ?     |
| Зоркий           | Высший дивизион  | 2015             | 3         | -1        | ?     | ?     | 1         | -3        | 0      | 0      | ?     | ?     |
| Зоркий           | Итого            | Итого            | 22        | -20       | ?     | ?     | 6         | -17       | 0      | 0      | ?     | ?     |
| Рязань-ВДВ       | Высший дивизион  | 2016             | 1         | -3        | ?     | ?     | 0         | 0         | 0      | 0      | ?     | ?     |
| Рязань-ВДВ       | Высший дивизион  | 2017             | 2         | 0         | ?     | ?     | 0         | 0         | 0      | 0      | ?     | ?     |
| Рязань-ВДВ       | Высший дивизион  | 2018             | 5         | 0         | ?     | ?     | 0         | 0         | 0      | 0      | ?     | ?     |
| Рязань-ВДВ       | Высший дивизион  | 2019             | 5         | -5        | 0     | 0     | 1         | -7        | 0      | 0      | 6     | -12   |
| Рязань-ВДВ       | Высший дивизион  | 2020             | 6         | -6        | 0     | 0     | 0         | 0         | 0      | 0      | 6     | -6    |
| Рязань-ВДВ       | Итого            | Итого            | 19        | -14       | ?     | ?     | 1         | -7        | 0      | 0      | ?     | ?     |
| Минск            | Высший дивизион  | 2021             | 8         | -4        | ?     | ?     | 0         | 0         | 0      | 0      | ?     | ?     |
| Минск            | Итого            | Итого            | 8         | -4        | ?     | ?     | 2         | -4        | 0      | 0      | ?     | ?     |
| Рязань-ВДВ       | Высший дивизион  | 2022             | 20        | -43       | 0     | 0     | 0         | 0         | 0      | 0      | 20    | -43   |
| Рязань-ВДВ       | Высший дивизион  | 2023             | 18        | -27       | 1     | -2    | 0         | 0         | 0      | 0      | 19    | -29   |
| Рязань-ВДВ       | Высший дивизион  | 2024             | 22        | -36       | 1     | -3    | 0         | 0         | 0      | 0      | 23    | -39   |
| Рязань-ВДВ       | Итого            | Итого            | 60        | -106      | 2     | -5    | 0         | 0         | 0      | 0      | 62    | -111  |
| Всего за карьеру | Всего за карьеру | Всего за карьеру | 109       | -144      | ?     | ?     | 9         | -28       | 0      | 0      | ?     | ?     |

### Международная
| Матчи Жаманаковой за сборную России | Матчи Жаманаковой за сборную России | Матчи Жаманаковой за сборную России | Матчи Жаманаковой за сборную России | Матчи Жаманаковой за сборную России | Матчи Жаманаковой за сборную России | Матчи Жаманаковой за сборную России |
| ----------------------------------- | ----------------------------------- | ----------------------------------- | ----------------------------------- | ----------------------------------- | ----------------------------------- | ----------------------------------- |
| №                                   | Дата                                | Оппонент                            | Счёт                                | Голы                                | Соревнование                        |                                     |
| 1                                   | 31 октября 2013                     | Словакия                            | 2:0                                 | —                                   | КВ ЧМ 2015                          |                                     |
| 2                                   | 14 февраля 2014                     | США                                 | 0:8                                 | —                                   | Товарищеский матч                   |                                     |
| 3                                   | 7 марта 2014                        | Португалия                          | 3:1                                 | —                                   | Кубок Алгарве 2014                  |                                     |
| 4                                   | 10 марта 2014                       | Австрия                             | 2:3                                 | —                                   | Кубок Алгарве 2014                  |                                     |
| 5                                   | 12 марта 2014                       | Норвегия                            | 1:0                                 | —                                   | Кубок Алгарве 2014                  |                                     |
| 6                                   | 5 апреля 2014                       | Словения                            | 4:1                                 | —                                   | КВ ЧМ 2015                          |                                     |
| 7                                   | 9 апреля 2014                       | Хорватия                            | 1:0                                 | —                                   | КВ ЧМ 2015                          |                                     |
| 8                                   | 19 июня 2014                        | Ирландия                            | 0:0                                 | —                                   | КВ ЧМ 2015                          |                                     |

Итого: 8 матчей / 13 пропущенных голов; 5 победы, 1 ничья, 2 поражения.
1. ↑  Первым указано число голов, забитых в ворота оппонента.

## Достижения

### Командные
Зоркий
- Чемпионка России (1): 2012/13.
- Вице-чемпионка России (2): 2011/12, 2014.
- Бронзовый призёр чемпионата России (2): 2013, 2015.
- Финалистка Кубка России (1): 2011/12.

 Рязань-ВДВ
- Чемпионка России (1): 2018.
- Вице-чемпионка России (1): 2017.
- Бронзовый призёр чемпионата России (1): 2016.
- Финалистка Кубка России (2): 2018, 2019.